# Chapada do Apodi
Chapada do Apodi is een van de 19 microregio's van de Braziliaanse deelstaat Rio Grande do Norte. Zij ligt in de mesoregio Oeste Potiguar en grenst aan de microregio's Pau dos Ferros, Umarizal, Médio Oeste, Mossoró, Baixo Jaguaribe (CE) en Serra do Pereiro (CE). De microregio heeft een oppervlakte van ca. 4.095 km². In 2006 werd het inwoneraantal geschat op 72.048.
Vier gemeenten behoren tot deze microregio:
- Apodi
- Caraúbas
- Felipe Guerra
- Governador Dix-Sept Rosado

Mesoregio's: Agreste Potiguar · Central Potiguar · Leste Potiguar · Oeste Potiguar

Microregio's: Angicos · Agreste Potiguar · Baixa Verde · Borborema Potiguar · Chapada do Apodi · Litoral Nordeste · Litoral Sul · Macaíba · Macau · Médio Oeste · Mossoró · Natal · Pau dos Ferros · Seridó Ocidental · Seridó Oriental · Serra de São Miguel · Serra de Santana · Umarizal · Vale do Açu